# Everett Peck
Everett Lee Peck (9 de octubre de 1950 - 14 de junio de 2022) fue un ilustrador, caricaturista y animador estadounidense, más conocido por ser el creador de Duckman de Klasky Csupo.
Sus dibujos fueron publicados en The New Yorker, Playboy y Time, así como también en libros, historietas y pósteres de películas. Asimismo, tuvo exhibiciones en Tokio, Los Ángeles, Nueva York y Washington D. C.. Creó el personaje Duckman para historietas, y en 1994 se lo convirtió en una serie animada transmitida durante cuatro años por USA Network.
También trabajó en la serie Niño Ardilla, que debutó en los Estados Unidos el 14 de julio de 2006 en Cartoon Network. Algunas ilustraciones suyas fueron compiladas en el libro It's Not My Fault (ISBN 1-59617-461-7).
El 16 de junio de 2022, se anunció que dos días antes había fallecido, a través de su página de Instagram.